# Saul och David

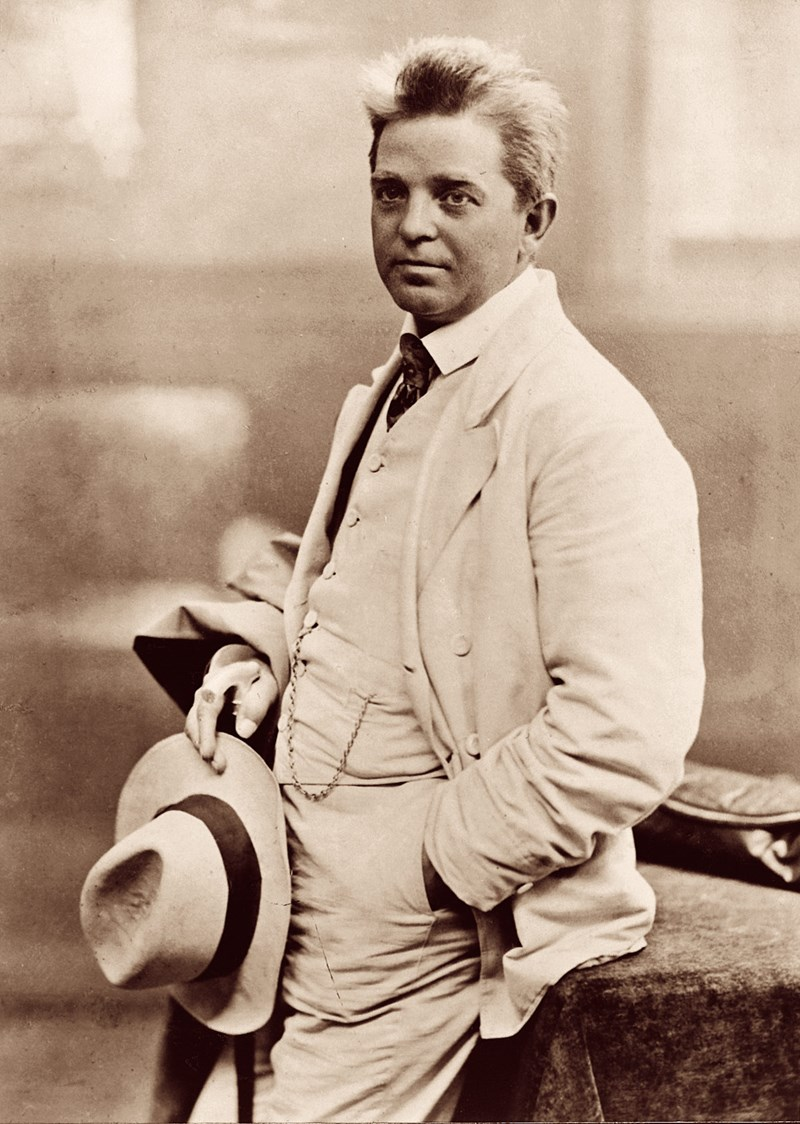
Carl Nielsen

Saul och David (danska: Saul og David) är en opera i fyra akter med musik av Carl Nielsen.  Libretto av Einar Christiansen som bygger på berättelsen om Saul och David i Första Samuelsboken.

## Historia
Carl Nielsen fann ämnet för sin första opera i Samuelsböckerna i Gamla testamentet och överlät åt dramatikern Christiansen att utforma det starka materialet till ett libretto. Nielsen komponerade verket under två års tid och det var fullbordat i april 1901, då det förelades Det Kongelige Teater i Köpenhamn för utlåtande. Dirigenten Johan Svendsen rekommenderade att operan skulle sättas upp snarast och den hade urpremiär där den 28 november 1902. Den mottogs positivt av publiken, men kritiken var mera tveksam och menade att den knappast kunde betecknas som en opera, utan att det snarare handlade om ett oratorium med dess symfoniska uppläggning och långa köravsnitt. Endast ett fåtal föreställningar gavs i Köpenhamn under Nielsens livstid. Han försökte förgäves att få verket uppsatt i Dresden och Wien. Däremot ägde en svensk premiär rum på Stora Teatern, Göteborg den 29 november 1928 . Nielsen själv dirigerade somliga föreställningar. Enligt hans egen notisbok var kritiken positiv. Operan sattes även upp drygt två år senare på Stockholmsoperan med premiär den 13 januari 1931 med Jussi Björling som Jonathan.

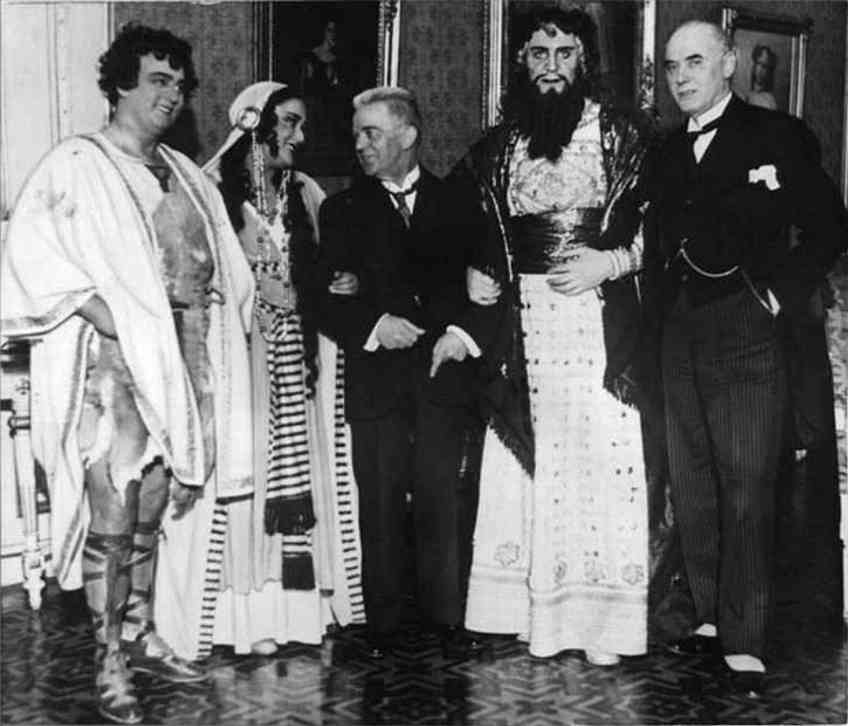
Carl Nielsen (i mitten) besöker uppsättningen på Stockholmsoperan 1931. Operachefen John Forsell till höger.

Operan är ett av de mest betydande danska musikdramatiska verken, men den är svårt att inscenera, eftersom de dramatiska episoderna skiljs åt av långa odynamiska sekvenser. Körscenerna tillhör operans höjdpunkter. Operan blev inget "nationalopera" som Peter Heise Drot og marsk eller J.P.E. Hartmanns Liden Kirsten utan ett bibeldrama helt i sin egen stil. 
1960 blev operan föremål för en produktion av Danmarks Radio under ledning av Thomas Jensen, och i början av 1960-talet initierade även Bertold Goldschmidt, själv en betydande operadramatiker, en produktion för BBC. 1972 gjorde Jascha Horenstein en nyproduktion av operan, även den för BBC (med Boris Christoff som Saul, Alexander Young som David och Elisabeth Söderström som Mikal). CD-inspelningen (1991) under musikalisk ledning av Neeme Järvi rönte stor internationell uppmärksamhet (Aage Haugland som Saul, Peter Lindroos som David och Tina Kiberg som Mikal). Under Festspelen i Salzburg 2000 gave ett mycket uppmärksammat konsertant framförande under musikalisk ledning av Michael Schönwandt.

## Personer
- Saul, kung av Israel (Baryton)
- Jonathan, hans son (Tenor)
- Mikal, Sauls dotter (Sopran)
- David, Jonathans vän (Tenor)
- Samuel, profet (Bas)
- Abner, härförare (Bas)
- Trollkvinnan i Endor (Mezzosopran)
- Abisaj (Sopran)
- En väktare (Bas)
- En ung flicka (Sopran)

## Handling
Operan utspelar sig i Palestina på Gamla Testamentets tid och återberättar den bibliska historien om Saul och David.
Akt I

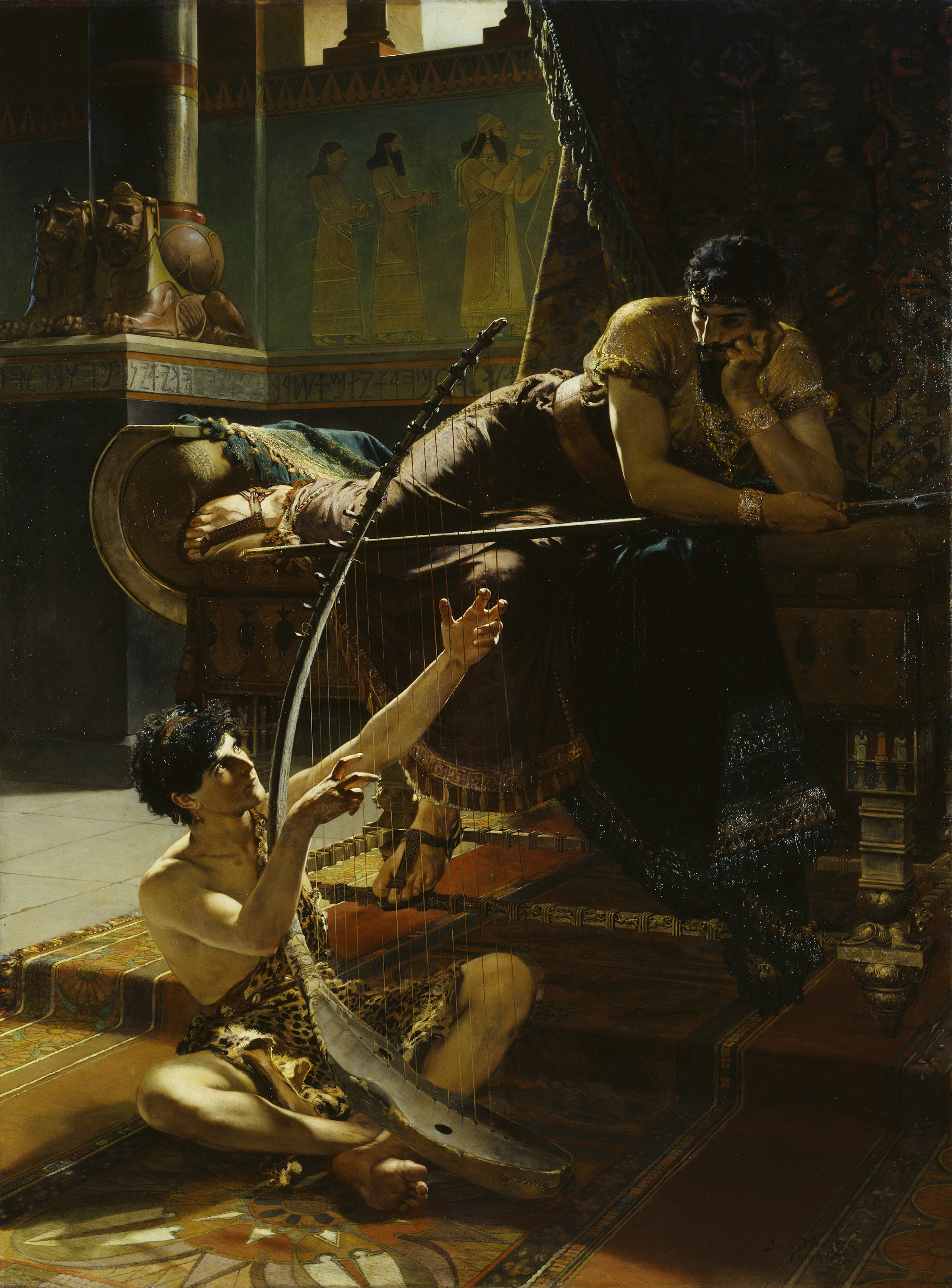
David och Saul målad av Julius Kronberg 1885.

Kung Saul har i sju dagar förgäves väntat på att profeten Samuel, som ensam har befogenhet att frambära offer till Gud och be om en seger över de fientliga filistéerna. När Saul till sist själv frambär offret, dyker Samuel upp och hotar med att Gud skall straffa den otålige kungen. Saul vredgas då över Gud. Endast herden David lyckas med sin sång mildra kungens humör. Saul ber David stanna hos honom. David och Sauls dotter Mikal blir förälskade i varandra.
Akt II
Filistéerna står redo för ett nytt angrepp under ledning av den jättelike Goliat. Denne föreslår en envig, vars utgång skall avgöra segern. David är den ende som vågar anta utmaningen. Saul lovar honom sin dotters hand om han segrar. David besegrar Goliat och bröllopet förbereds. Folket hyllar Davids hjältedåd och uppväcker därigenom kungens avundsjuka. Den här gången lyckas inte David mildra Sauls ursinne med sin sång. Kungen försöker döda David genom att kasta ett spjut mot honom. Men spjutet förfelar sitt mål och David flyr.
Akt III
Saul förföljer David och har med sin här slagit läger i öknen. Jonathan tröstar sin syster Mikal, som längtar efter sin älskade. David smyger sig in i lägret och stjäl den sovande kungens svärd och vattenkruka. Han bevisar därigenom sin storsinthet, eftersom han hade kunnat döda kungen. Saul blir rörd och hälsar nu David som sin svärson. Då uppenbarar sig den döende Samuel och vill på Guds befallning smörja David till Israels nye kung. Saul drabbas av en våldsam vrede och tvingar David och Mikal att fly.
Akt IV
Trollkvinnan från Endor frammanar på Sauls begäran Samuels ande. Denne förutspår att Saul kommer att lida nederlag och dö. Efter det förlorade slaget hälsar Jonathan David som Israels hopp och dör. Den svårt sårade Saul tar sitt liv. David sörjer Jonathan och Saul. Folket hyllar David som ny härskare.

## Inspelningar
- Unicorn RHS 343/5: Boris Christoff, Willy Hartmann, Elisabeth Söderström, Alexander Young, Michael Langdon, Kim Borg, Bodil Gobel, Sylvia Fisher, Mogens Berg, Kirsten Buhl-Moller; Danish Radio Symphony Orchestra and Chorus; John Alldis Choir; Jascha Horenstein, conductor (sung in English)[5]
- Chandos 8911(2): Aage Haugland, Anne Gjevang, Christian Christiansen, Jurgen Klint, Kurt Westi, Peter Lindroos, Tina Kiberg; Danish National Choir; Danish National Symphony Orchestra; Neeme Järvi, conductor (sung in Danish, 1990)